# Henry Wingo
Henry Wingo, né le 4 octobre 1995 à Seattle, est un joueur américain de soccer. Il évolue au poste de milieu de terrain ou d'arrière latéral au Toronto FC.

## Biographie

### Début de carrière
Henry Wingo a passé du temps en tant que jeune joueur avec Northwest Nationals et le Crossfire FC. Wingo a ensuite joué pendant deux saisons au sein de la Seattle Sounders Academy où il a marqué 12 buts.
Wingo a joué pendant trois saisons à l'université de Washington. Pendant son temps à UW, Wingo a marqué deux buts et a ajouté quatre passes décisives en 58 matchs. Grâce à ses efforts, il a été nommé dans la deuxième équipe All-Pac-12 en 2015 et 2016.
Il a également joué en Premier Development League pour les Puget Sound Gunners.

### Sounders de Seattle (2017–2019)
Wingo a été signé en tant que Homegrown Player le 18 janvier 2017. Wingo a fait ses débuts professionnels le 4 mars, en tant que remplaçant lors du premier match de la saison 2017 lors d'une défaite 2-1 contre le Dynamo de Houston.

### Ferencváros TC (2021–2024)
Le 18 janvier 2021, Ferencváros annonce via son compte Twitter que le club avait signé Wingo en provenance de Molde. Wingo a fait ses débuts pour le club le 27 janvier, entrant à la 80e minute lors d'une victoire 3-0 contre le Budafoki MTE.
Le 5 mai 2023, il remporte le championnat avec Ferencváros, après la défaite 1-0 du Kecskemét contre le Honvéd à la Bozsik Aréna lors de la 30e journée,.
Le 20 avril 2024, le match Ferencváros–Kisvárda s'est terminé par un match nul 0-0 à la Groupama Aréna lors de la 29e journée de la saison 2023–2024, ce qui signifiait que Ferencváros remportait son 35e championnat,.
Le 15 mai 2024, Ferencváros est battu par Paks 2-0 lors de la finale de la coupe de Hongrie 2024 à la Puskás Aréna,.
À la fin de la saison 2023–2024, il quitte le club.

## Vie personnelle
Le frère de Wingo, Teddy, a joué professionnellement en Norvège pour Stryn FK. Henry a grandi à Lake Forest Park (Washington), une banlieue de Seattle. Depuis l'âge de 3 ans, Henry et ses frères Teddy et Connor ont été élevés par leur mère célibataire Erica. Henry Wingo a fréquenté le lycée Shorecrest à Shoreline.

## Statistiques
| Saison                | Club                  | Championnat           | Championnat | Championnat | Coupe(s) nationale(s) | Coupe(s) nationale(s) | Compétition(s) continentale(s) | Compétition(s) continentale(s) | Compétition(s) continentale(s) | Playoffs | Playoffs | Total | Total |
| Saison                | Club                  | Division              | M.          | B.          | M.                    | B.                    | Comp.                          | M.                             | B.                             | M.       | B.       | M.    | B.    |
| 2017                  | Sounders de Seattle   | 1                     | 11          | 0           | 2                     | 0                     | -                              | -                              | -                              | 1        | 0        | 14    | 0     |
| 2018                  | Sounders de Seattle   | 1                     | 5           | 0           | 1                     | 0                     | C1                             | 4                              | 0                              | -        | -        | 10    | 0     |
| 2019                  | Sounders de Seattle   | 1                     | 6           | 0           | 1                     | 0                     | -                              | -                              | -                              | -        | -        | 7     | 0     |
| Sous-total            | Sous-total            | Sous-total            | 22          | 0           | 4                     | 0                     | -                              | 4                              | 0                              | 1        | 0        | 31    | 0     |
| 2019                  | Molde FK              | 1                     | 3           | 0           | 0                     | 0                     | -                              | -                              | -                              | -        | -        | 3     | 0     |
| 2020                  | Molde FK              | 1                     | 20          | 2           | 0                     | 0                     | C1+C3                          | 3+5                            | 0+0                            | -        | -        | 28    | 2     |
| Sous-total            | Sous-total            | Sous-total            | 23          | 2           | 0                     | 0                     | -                              | 8                              | 0                              | 0        | 0        | 31    | 2     |
| 2020-2021             | Ferencváros TC        | 1                     | 12          | 0           | 0                     | 0                     | -                              | -                              | -                              | -        | -        | 12    | 0     |
| 2021-2022             | Ferencváros TC        | 1                     | 21          | 0           | 3                     | 0                     | C1+C3                          | 8+4                            | 1+0                            | -        | -        | 36    | 1     |
| 2022-2023             | Ferencváros TC        | 1                     | 14          | 0           | 2                     | 0                     | C1+C3                          | 3+9                            | 0+0                            | -        | -        | 28    | 0     |
| 2023-2024             | Ferencváros TC        | 1                     | 19          | 1           | 3                     | 0                     | C4                             | 4                              | -                              | -        | -        | 26    | 1     |
| Sous-total            | Sous-total            | Sous-total            | 66          | 1           | 8                     | 0                     | -                              | 28                             | 1                              | 0        | 0        | 102   | 2     |
| Total sur la carrière | Total sur la carrière | Total sur la carrière | 111         | 3           | 12                    | 0                     | -                              | 40                             | 1                              | 1        | 0        | 164   | 4     |

## Palmarès
Molde
- Eliteserien : 2019

Ferencváros
- Nemzeti Bajnokság I : 2020–2021, 2021–2022[18], 2022–2023[19]
- Magyar Kupa : 2021–2022[20]

Distinctions individuelles
- Sélection All- Pac-12 : Deuxième équipe 2015, 2016 [1]